# Pentoniscus vargasae
Pentoniscus vargasae is een pissebed uit de familie Philosciidae. De wetenschappelijke naam van de soort is voor het eerst geldig gepubliceerd in 1998 door Leistikow.